# ハワード・ウィンストン

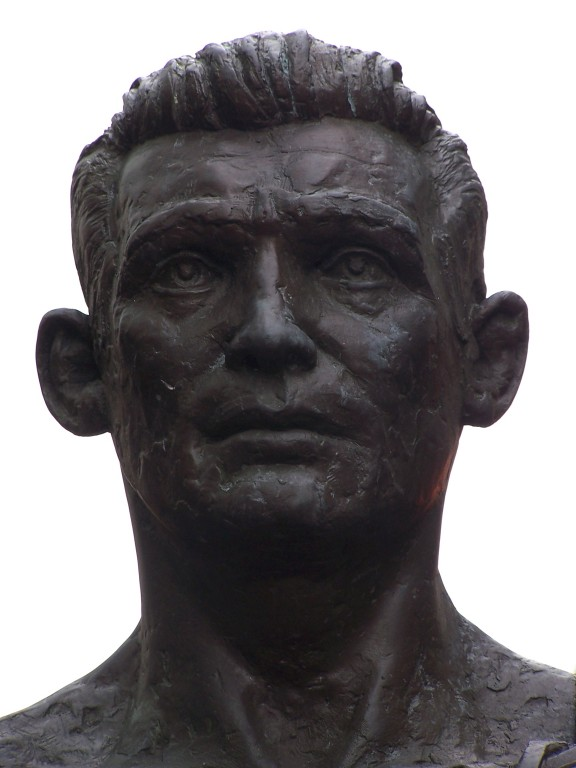
ハワード・ウィンストンの銅像

ハワード・ウィンストン MBE（Howard Winstone, MBE、1939年4月15日 - 2000年9月30日）は、イギリスの元プロボクサー。ウェールズ・マーサー・ティドビル出身。元WBC世界フェザー級王者。

## 略歴

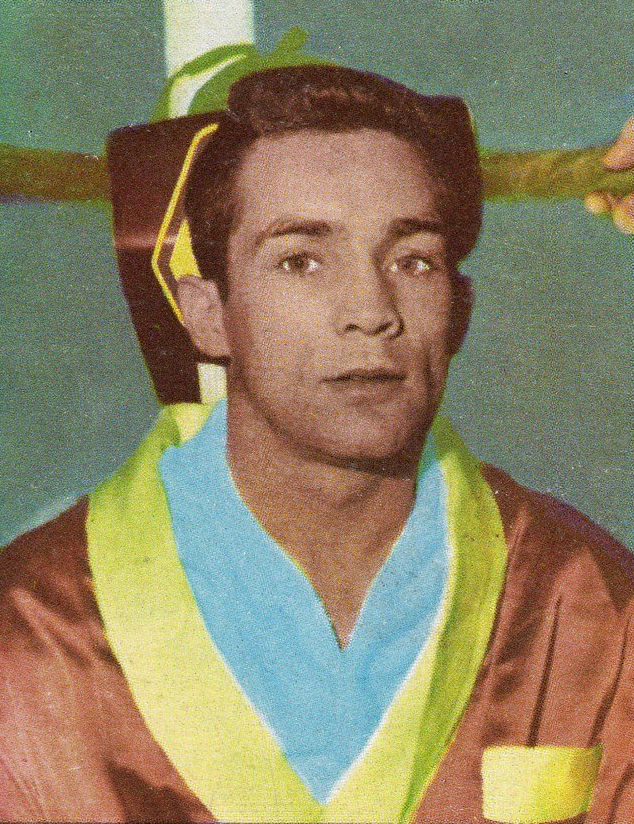
1966年に撮影されたウィンストン

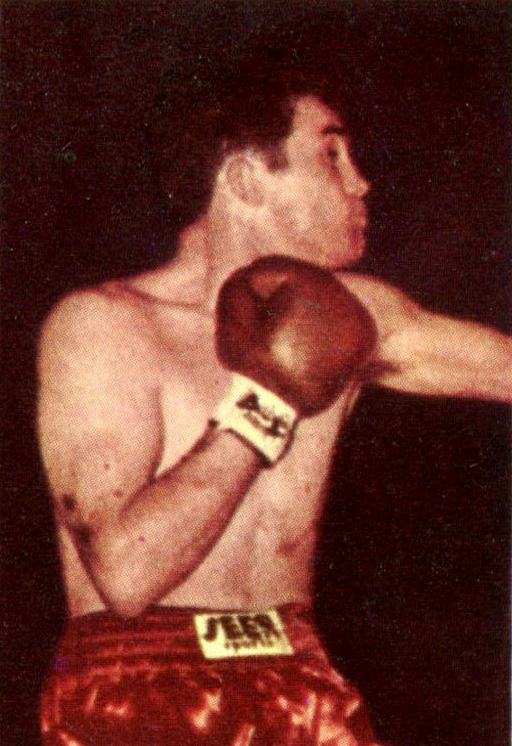
試合中のウィンストン

アマチュア王者から1959年プロ入り。右の手指3本を事故で失っていたが、左ブローに磨きをかけこれを克服。英国王者から英連邦、欧州王者に登り詰め、1965年9月7日、メキシコの“赤い鷹”ビセンテ・サルディバルの持つWBA･WBC世界フェザー級王座に挑むが判定負け。1967年6月15日に再挑戦するも及ばず。同年10月14日、三度サルディバルに挑んだが、12回KO負けで、三度目の正直はならなかった。
しかし、1968年1月23日、サルディバル引退により空位となったWBCタイトルを日本の強豪関光徳と争う機会が巡ってきた。共にサルディバルを苦しめた元挑戦者同士の対決はロンドンで行われ、関の出血によるレフェリー・ストップでウィンストンの9回TKO勝ちという、呆気ない結末に終わったが、実際には関の傷は深手ではなく、早すぎるストップに激昂した前王者サルディバルがリングに駆け上がり、猛烈な抗議を行ったと伝えられる。
1968年7月24日、ホセ・レグラに5回KOされ初防衛に失敗。王者としては短命に終わった。

## 通算戦績
61勝（27KO）6敗